# Cryptocarya metcalfiana
Cryptocarya metcalfiana C.K.Allen – gatunek rośliny z rodziny wawrzynowatych (Lauraceae Juss.). Występuje naturalnie w południowych Chinach – w prowincji Hajnan. 

## Morfologia
PokrójZimozielone drzewo dorastające do 30 m wysokości. Gałęzie są mocne, nagie, mniej lub bardziej szorstkie.
LiścieNaprzemianległe. Mają kształt od lancetowatego do owalnego. Mierzą 5–12 cm długości oraz 3–4 cm szerokości. Są skórzaste, nagie. Nasada liścia jest klinowa. Blaszka liściowa jest o wierzchołku od ostrego do krótko spiczastego. Ogonek liściowy jest nagi i dorasta do 10–20 mm długości.
KwiatySą zebrane w geste grona o owłosionych i brązowych osiach, rozwijają się w kątach pędów lub na ich szczytach. Kwiatostan osiąga 10 cm długości, natomiast pojedyncze kwiaty mierzą 3 mm średnicy. Listki okwiatu są owłosione i mają zielonożółtawą barwę. Mają 9 pręcików i 3 prątniczki o strzałkowatym kształcie. Podsadki są owłosione i mają owalny kształt.
OwoceMają elipsoidalny kształt, są nagie, osiągają 1,5–2,5 cm długości i 1 cm szerokości, mają zielony kolor, później przebarwiając się na czarno. Szypułki mają 2–3 mm długości.

## Biologia i ekologia
Rośnie w wiecznie zielonych lasach. Występuje na wysokości powyżej 900 m n.p.m. Kwitnie od marca do maja, natomiast owoce dojrzewają od czerwca do grudnia.